# The Drivin' Fool
The Drivin' Fool è un film muto del 1923 diretto da Robert T. Thornby, basato sull'omonimo racconto di William F. Sturm pubblicato su Blue Book Magazine nell'aprile 1922 e adattato per lo schermo da H.H. Van Loan. Prodotto dalla Regent Pictures, il film aveva come interpreti Wally Van, Alec B. Francis, Patsy Ruth Miller, Wilton Taylor, Ramsey Wallace, Wilfrid North.

## Trama
Per salvare il padre dalla rovina finanziaria, il temerario pilota Hal Locke si iscrive a una corsa automobilistica che lo porterà ad attraversare gli Stati Uniti, con un percorso che va da San Francisco a New York. Dovrà superare ostacoli che sembrano insormontabili, tutto per arrivare in tempo a consegnare un assegno entro una data limite, in modo da contrastare i piani di Richard Brownlee, un intrigante mediatore di Wall Street, che vorrebbe subentrare negli affari a suo padre.

## Produzione
Il film fu prodotto dalla Regent Pictures. Il 30 dicembre 1922, il Moving Picture World riportava la notizia che la lavorazione del film era quasi al termine dopo il rientro della troupe da Big Bear.

## Distribuzione
Distribuito da W.W. Hodkinson, il film uscì nelle sale cinematografiche statunitensi il 12 settembre 1923. Il copyright del film, richiesto dalla Regent Pictures, fu registrato il 1º ottobre 1923 con il numero LP19706.
Non si conoscono copie ancora esistenti della pellicola che viene considerata presumibilmente perduta.